# Masoala kona
Espèce
Statut de conservation UICN

 EN B1ab(iii)+2ab(iii); D : En danger
Masoala kona est une espèce de plantes de la famille des Arecaceae.

## Publication originale
- Palms of Madagascar 425–427. 1995.